# Ravilloles
Ravilloles – miejscowość i gmina we Francji, w regionie Burgundia-Franche-Comté, w departamencie Jura.
Według danych na rok 1990 gminę zamieszkiwały 382 osoby, a gęstość zaludnienia wynosiła 49 osób/km² (wśród 1786 gmin Franche-Comté Ravilloles plasuje się na 390. miejscu pod względem liczby ludności, natomiast pod względem powierzchni na miejscu 582.).